# Filip Vujanović

Filip Vujanović

Filip Vujanović [ˈfilip vuˈjanɔvitɕ] (montenegrinisch-kyrillisch Филип Вујановић; * 1. September 1954 in Belgrad, Föderative Volksrepublik Jugoslawien) ist ein montenegrinischer Politiker und war vom 22. Mai 2003 bis zum 20. Mai 2018 der Präsident der Republik Montenegro.

## Ausbildung
Filip Vujanović beendete 1978 sein Jurastudium an der Belgrader rechtswissenschaftlichen Fakultät. Vom März 1978 bis November 1980 war er als Gerichtssekretär am Bezirksgericht Titograd tätig. Vom Januar 1982 bis März 1993 war er als Rechtsanwalt tätig.

## Karriere
Von 1993 an war der gelernte Jurist zunächst zwei Jahre lang Justiz- und anschließend fast drei Jahre Innenminister Montenegros. Als Nachfolger Milo Đukanovićs hatte er von 1998 bis 2002 das Amt des Regierungschefs inne. Nach einem verabredeten Tausch der beiden staatshöchsten Ämter wurde Vujanović am 25. November 2002, zunächst nur interimsmäßig, Präsident. Es folgten zwei erfolglose Wahldurchgänge am 22. Dezember 2002 und am 9. Februar 2003, die wegen der zu geringen Wahlbeteiligung von unter 50 % scheiterten, nachdem große Teile der Opposition zum Boykott der Wahlen aufgerufen hatten. Nach einer Änderung des Wahlgesetzes mit einer Abschaffung der Mindestwahlbeteiligung wurde Vujanović am 11. Mai 2003 mit 64,2 % der Stimmen bei einer Wahlbeteiligung von 48,2 % zum neuen Präsidenten gewählt. Die Vereidigung fand am 22. Mai statt. Ebenso wie sein Mentor Đukanović strebte er die Loslösung seines Landes aus der Staatenunion Serbien und Montenegro an, die am 3. Juni 2006 erfolgte.
Am 6. April 2008 trat Vujanović in der Präsidentschaftswahl erneut an, als wichtigste Herausforderer galten Andrija Mandić und Nebojša Medojević. Vujanović erreichte bereits im ersten Wahlgang knapp die absolute Mehrheit – Mandić und Medojević erreichten jeweils weniger als 20 %. Seine zweite Vereidigung erfolgte am 21. Mai 2008. Zum dritten Mal wurde er am 7. April 2013 wiedergewählt und am 21. Mai 2013 vereidigt.